# 費爾菲爾德鎮區 (新澤西州艾塞克斯縣)
費爾菲爾德鎮區（英語：Fairfield Township）是位於美國新澤西州艾塞克斯縣的一個鎮區。

## 地方資料
費爾菲爾德鎮區的面積為26.80平方千米，當中陸地面積為26.23平方千米，而水域面積為0.57平方千米。根據2020年美國人口普查的數據，當地共有人口7872人，而人口密度為每平方千米293.73人。